# Stanisław Piechocki
Stanisław Ryszard Piechocki (* 8. Februar 1955 in Olsztyn; † 6. April 2005 ebenda) war ein polnischer Verwaltungsjurist, Heimatforscher und Sachbuchautor.
Stanisław Piechocki legte die Matura in Olsztyn ab und studierte bis 1978 Rechtswissenschaften an der Nikolaus-Kopernikus-Universität in Toruń. Danach war er von 1980 bis 2000 als Richter in Bartoszyce und Olsztyn tätig.

## Werke
- Przedostatni przystanek (Vorletzte Haltestelle). Wydawnictwo „Pojezierze“, Olsztyn 1980, ISBN 83-7002-0046.
- Tekturowe czołgi (Panzer aus Karton). Wydawnictwo „Pojezierze“, Olsztyn 1983.
- Przysposobienie dziecka (Kind adoptieren). Instytut Wydawniczy Związków Zawodowych, Warszawa 1983, ISBN 978-8320202304.
- Przylądek burz (Kap der Stürme). Wydawnictwo „Pojezierze“, Olsztyn 1989, ISBN 83-7002-249-9.
- Czyściec zwany Kortau. Książnica Polska, Olsztyn 1993,  ISBN 83-85702-02-4.
  - dt. Übersetzung: Das „Fegefeuer“ genannt Kortau. Stadtgemeinschaft Allenstein, Gelsenkirchen 2008.
- Dzieje olsztyńskich ulic (Geschichte Allensteiner Straßen). Agencja Wydawnicza „Remix“,  Olsztyn 1994, ISBN 978-8387031121.
- Olsztyn, styczeń 1945. Portret miasta (Allenstein, Januar 1945. Porträt einer Stadt). Ośrodek Badań Naukowych im. Wojciecha Kętrzyńskiego, Olsztyn 2000, ISBN 8387643319.
- Ratusz w Olsztynie (Rathaus in Allenstein). Urząd Miasta, Olsztyn 2001, ISBN 83-86926-09-0.
- Olsztyn magiczny. Agencja Wydawnicza „Remix“, Olsztyn 2002, ISBN 83-87031-18-6.
  - dt. Übersetzung Marta Wierzejska: Magisches Allenstein. Verlagsagentur „Remix“, Olsztyn 2008, ISBN 978-83-87031-27-5.
- Olsztyn nie tylko magiczny (Nicht nur magisches Allenstein). Agencja Wydawnicza „Remix“, Olsztyn 2005, ISBN 83-87031-24-0.

## Auszeichnungen
- 1984: Preis des Ministers für Kultur und Kunst
- 2002: Bischof-Ignacy-Krasicki-Preis